# 中井村 (新潟県)
中井村（なかいむら）は、かつて新潟県北蒲原郡にあった村。

## 沿革
- 1889年（明治22年）4月1日 - 町村制施行に伴い北蒲原郡中田村、新井田村、小船渡村、中谷内村、中谷内新田、長畑村、桑ノ口村、道賀村が合併し、中井村が発足。
- 1901年（明治34年）11月1日 - 北蒲原郡島塚村と合併し、鴻沼村となり消滅。